# Пісецький Іван Кипріянович
о. Іва́н Кипрія́нович Пісе́цький (1872, Кутузів — 4 лютого 1939, Корнів) — священник УГКЦ, голова Городенківської повітової Української Національної Ради ЗУНР. Парох у селі Корнів. Батько боївкара УВО Григорія Пісецького.
Під час ЗУНР — польовий духівник УГА. За його участю в селі Кунисівці організували діяльність молодіжно-спортивного товариства «Луг». Похований на місцевому цвинтарі.
У 1994 році в Корневі на будинку резиденції встановлено меморіальну дошку на його честь.